# Chungha/Diskografie
Diese Diskografie ist eine Übersicht über die musikalischen Werke der südkoreanischen Sängerin Chungha. Chungha debütierte am 7. Juni 2017 mit der Single Why Don’t You Know. Ihre erfolgreichsten Veröffentlichungen sind die Singles Roller Coaster und Gotta Go mit je über 2,5 Millionen verkauften Einheiten.

## Alben

### Studioalben
| Jahr | Titel Musiklabel              | Höchstplatzierung, Gesamtwochen, AuszeichnungChartsChartplatzierungen (Jahr, Titel, Musiklabel, Platzierungen, Wochen, Auszeichnungen, Anmerkungen) | Anmerkungen                            |
| Jahr | Titel Musiklabel              | KR | Anmerkungen                            |
| ---- | ----------------------------- | --- | -------------------------------------- |
| 2021 | Querencia MNH Entertainment   | KR6 (6 Wo.)KR | Erstveröffentlichung: 15. Februar 2021 |
| 2022 | Bare & Rare MNH Entertainment | KR15 (2 Wo.)KR | Erstveröffentlichung: 11. Juli 2022    |

### EPs
| Jahr | Titel Musiklabel                | Höchstplatzierung, Gesamtwochen, AuszeichnungChartsChartplatzierungen (Jahr, Titel, Musiklabel, Platzierungen, Wochen, Auszeichnungen, Anmerkungen) | Anmerkungen                            |
| Jahr | Titel Musiklabel                | KR | Anmerkungen                            |
| ---- | ------------------------------- | --- | -------------------------------------- |
| 2017 | Hands on Me MNH Entertainment   | KR8 (11 Wo.)KR | Erstveröffentlichung: 7. Juni 2017     |
| 2018 | Offset MNH Entertainment        | KR3 (9 Wo.)KR | Erstveröffentlichung: 17. Januar 2018  |
| 2018 | Blooming Blue MNH Entertainment | KR9 (8 Wo.)KR | Erstveröffentlichung: 18. Juli 2018    |
| 2019 | Flourishing MNH Entertainment   | KR6 (21 Wo.)KR | Erstveröffentlichung: 24. Juni 2019    |
| 2025 | Alivio More Vision              | KR28 (1 Wo.)KR | Erstveröffentlichung: 12. Februar 2025 |

### Single-Alben
| Jahr | Titel Musiklabel               | Höchstplatzierung, Gesamtwochen, AuszeichnungChartsChartplatzierungen (Jahr, Titel, Musiklabel, Platzierungen, Wochen, Auszeichnungen, Anmerkungen) | Anmerkungen                             |
| Jahr | Titel Musiklabel               | KR | Anmerkungen                             |
| ---- | ------------------------------ | --- | --------------------------------------- |
| 2019 | XII MNH Entertainment          | KR4 (3 Wo.)KR | Erstveröffentlichung: 2. Januar 2019    |
| 2020 | Maxi-Single MNH Entertainment  | KR7 (1 Wo.)KR | Erstveröffentlichung: 10. Juli 2020     |
| 2021 | Killing Me MNH Entertainment   | KR17 (3 Wo.)KR | Erstveröffentlichung: 29. November 2021 |
| 2024 | Eenie Meenie More Vision       | — | Erstveröffentlichung: 11. März 2024     |
| 2024 | Christmas Promises More Vision | — | Erstveröffentlichung: 3. Dezember 2024  |

## Singles

### Als Leadmusikerin
| Jahr | Titel Album                                    | Höchstplatzierung, Gesamtwochen, AuszeichnungChartsChartplatzierungen (Jahr, Titel, Album, Platzierungen, Wochen, Auszeichnungen, Anmerkungen) | Anmerkungen                                                 |
| Jahr | Titel Album                                    | KR | Anmerkungen                                                 |
| --- | ---------------------------------------------- | --- | ----------------------------------------------------------- |
| 2017 | Week (월화수목금토일) Hands on Me              | KR86 (1 Wo.)KR | Erstveröffentlichung: 21. April 2017                        |
| 2017 | Why Don’t You Know (feat. Nucksal) Hands on Me | KR13 (21 Wo.)KR | Erstveröffentlichung: 7. Juni 2017                          |
| 2018 | Roller Coaster Offset                          | KR6 Platin (Download) + Platin (Streaming) · (75 Wo.)KR                                                                                        | Erstveröffentlichung: 17. Januar 2018 Verkäufe: + 2.500.000 |
| 2018 | Love U Blooming Blue                           | KR8 (26 Wo.)KR | Erstveröffentlichung: 18. Juli 2018                         |
| 2019 | Gotta Go (벌써 12시) XII                       | KR2 Platin (Download) + Platin (Streaming) · (71 Wo.)KR                                                                                        | Erstveröffentlichung: 2. Januar 2019                        |
| 2019 | Snapping Flourishing                           | KR2 (36 Wo.)KR | Erstveröffentlichung: 24. Juni 2019 Verkäufe: + 2.500.000   |
| 2020 | Everybody Has (솔직히 지친다) Querencia        | KR31 (5 Wo.)KR | Erstveröffentlichung: 29. Februar 2020                      |
| 2020 | Stay Tonight Maxi-Single                       | KR9 (16 Wo.)KR | Erstveröffentlichung: 27. April 2020                        |
| 2020 | My Friend (여기 적어줘) (feat. pH-1) –         | — | Erstveröffentlichung: 30. Mai 2020                          |
| 2020 | Play (feat. Changmo) Maxi-Single               | KR14 (22 Wo.)KR | Erstveröffentlichung: 6. Juli 2020                          |
| 2020 | Dream of You (mit R3hab) Querencia             | — | Erstveröffentlichung: 27. November 2020                     |
| 2021 | X (걸어온 길에 꽃밭 따윈 없었죠) Querencia     | KR100 (2 Wo.)KR | Erstveröffentlichung: 19. Januar 2021                       |
| 2021 | Bicycle Querencia                              | KR38 (2 Wo.)KR | Erstveröffentlichung: 15. Februar 2021                      |
| 2021 | Demente (Spanish Version) Querencia            | — | Erstveröffentlichung: 15. Februar 2021 mit Guaynaa          |
| 2021 | Killing Me                                     | KR103 (3 Wo.)KR | Erstveröffentlichung: 29. November 2021                     |
| 2022 | Sparkling Bare & Rare                          | KR45 (9 Wo.)KR | Erstveröffentlichung: 11. Juli 2022                         |
| 2024 | Eenie Meenie                                   | KR104 (2 Wo.)KR | Erstveröffentlichung: 2024 feat. Hongjoong                  |
| 2024 | Algorithm (알고리즘) –                         | — | Erstveröffentlichung: 2024                                  |
| 2024 | Sleigh Christmas Promises                      | — | Erstveröffentlichung: 2024                                  |
| 2024 | There Goes Santa Claus Christmas Promises      | — | Erstveröffentlichung: 2024                                  |
| 2025 | Stress Alivio                                  | KR119 (… Wo.)KR | Erstveröffentlichung: 7. Februar 2025                       |
| Folgende Lieder erschienen nicht als Single, wurden aber durch das Album zum Download und Streaming bereitgestellt und konnten somit eine Platzierung erlangen: |                                                | |                                                             |
| |                                                | |                                                             |
| 2019 | Chica Flourishing                              | KR91 (6 Wo.)KR | Erstveröffentlichung: 24. Juni 2019                         |

### Zusammenarbeiten
| Jahr | Titel Album                                          | Höchstplatzierung, Gesamtwochen, AuszeichnungChartsChartplatzierungen (Jahr, Titel, Album, Platzierungen, Wochen, Auszeichnungen, Anmerkungen) | Anmerkungen                                                                |
| Jahr | Titel Album                                          | KR | Anmerkungen                                                                |
| ---- | ---------------------------------------------------- | --- | -------------------------------------------------------------------------- |
| 2016 | Flower, Wind and You (꽃, 바람 그리고 너) –          | KR42 (1 Wo.)KR | Erstveröffentlichung: 29. August 2016 mit Huihyeon, Yoojung und Jeon So-mi |
| 2018 | Wow Thing Station X 0                                | KR35 (4 Wo.)KR | Erstveröffentlichung: 28. September 2018 mit Seulgi, SinB und Soyeon       |
| 2018 | Whatcha Doin SM Station Season 3                     | — | Erstveröffentlichung: 17. Dezember 2018 mit Yesung                         |
| 2019 | Run Flourishing                                      | KR100 (3 Wo.)KR | Erstveröffentlichung: 22. August 2019 mit Grizzly                          |
| 2019 | Fast (달려) JTBC Seoul Marathon                      | KR127 (1 Wo.)KR | Erstveröffentlichung: 8. September 2019 mit Mommy Son                      |
| 2019 | These Nights Head in the Clouds II                   | — | Erstveröffentlichung: 3. Oktober 2019 mit Rich Brian                       |
| 2020 | Loveship –                                           | KR12 (10 Wo.)KR | Erstveröffentlichung: 21. Januar 2020 mit Paul Kim                         |
| 2020 | Bad Boy –                                            | KR31 (43 Wo.)KR | Erstveröffentlichung: 23. September 2020 mit Christopher                   |
| 2021 | My Lips Like Warm Coffee (내 입술 따뜻한 커피처럼) – | KR61 (6 Wo.)KR | Erstveröffentlichung: 8. Juni 2021 mit Colde                               |
| 2021 | Bad Girl Street Woman Fighter Special                | — | Erstveröffentlichung: 2021 mit Lachica                                     |
| 2022 | When I Get Old –                                     | KR85 (10 Wo.)KR | Erstveröffentlichung: 2022 mit Christopher                                 |
| 2024 | Move Remove –                                        | — | Erstveröffentlichung: 2024 mit Lee Eun-mi                                  |

### Als Gastmusikerin
| Jahr | Titel Album                                                    | Höchstplatzierung, Gesamtwochen, AuszeichnungChartsChartplatzierungen (Jahr, Titel, Album, Platzierungen, Wochen, Auszeichnungen, Anmerkungen) | Anmerkungen                                                           |
| Jahr | Titel Album                                                    | KR | Anmerkungen                                                           |
| ---- | -------------------------------------------------------------- | --- | --------------------------------------------------------------------- |
| 2017 | Gather at the Lobby (로비로모여) Show Me The Money 6 Episode 2 | KR25 (3 Wo.)KR | Erstveröffentlichung: 17. August 2017 Hanhae feat. Chungha            |
| 2018 | My Paradise –                                                  | KR36 (3 Wo.)KR | Erstveröffentlichung: 30. April 2018 Groovy Room feat Chungha, Vinxen |
| 2019 | Remedy Boyhood                                                 | KR136 (4 Wo.)KR | Erstveröffentlichung: 19. November 2019 Changmo feat. Chungha         |
| 2021 | Why Don’t We Pieces of Rain                                    | KR106 (3 Wo.)KR | Erstveröffentlichung: 3. März 2021                                    |

Weitere Gastbeiträge
- 2017: There is no Time (Huihyun feat. Chungha)
- 2017: With U (Samuel Kim feat. Chungha)
- 2017: LaLaLa (Babylon feat. Chungha)
- 2018: Rainy Day (Wheesung feat. Chungha, Taeil)
- 2019: Live (Ravi feat. Chungha)
- 2020: Lie (Changmin feat. Chungha)
- 2022: White Lily (리얼러브) (Shin Hae-Gyeong feat. Chungha)
- 2022: Flower (그댄 꽃) (Shin Yong-Jae feat. Chungha)
- 2022: Color Me (Junny feat. Chungha)
- 2022: Goodbye, Stay Well (마지막 인사) (Lee Chan-hyuk feat. Chungha)
- 2024: Turtle (Blasé feat. Chungha)
- 2024: Hair down (Remix) (Thủy feat. Chungha)
- 2024: Come Back to Me (Kang Daniel feat. Chungha)
- 2024: Gimme A Minute (Jay Park feat. Chungha)

### Beiträge für Soundtracks
| Jahr | Titel Album                                         | Höchstplatzierung, Gesamtwochen, AuszeichnungChartsChartplatzierungen (Jahr, Titel, Album, Platzierungen, Wochen, Auszeichnungen, Anmerkungen) | Anmerkungen                                                    |
| Jahr | Titel Album                                         | KR | Anmerkungen                                                    |
| ---- | --------------------------------------------------- | --- | -------------------------------------------------------------- |
| 2019 | At the End (그 끝에 그대) Hotel del Luna OST Part 6 | KR18 (16 Wo.)KR | Erstveröffentlichung: 3. August 2019 Hotel del Luna (TV-Serie) |
| 2020 | My Love (나의 그대) Dr. Romantic OST Part 8         | KR114 (2 Wo.)KR | Erstveröffentlichung: 4. Februar 2020                          |
| 2020 | Be Yourself Be Yourself.newwav x Sprite             | KR127 (1 Wo.)KR | Erstveröffentlichung: 9. Juni 2020                             |

Weitere Beiträge für Soundtracks
- 2016: Snow in This Year (My Fair Lady – TV-Serie)
- 2017: Pit-a-Pat (Strong Girl Bong-soon – TV-Serie)
- 2017: Thank You For
- 2018: How About You (Luv Pub – TV-Serie)
- 2018: Remember (The Call – TV-Serie)
- 2018: It’s You (Where Stars Land – TV-Serie)
- 2018: Sunshine (Aura Kingdom S – Handyspiel)
- 2020: You’re In My Soul (Record of Youth – TV-Serie)
- 2021: Someday (One the Woman OST Part 3)
- 2022: It’s Only Mine (나만의 것) (Seoul Check-in OST Part 4)
- 2022: A Star in the Dawn (새벽에 핀 별 하나) (Bloody Heart OST Part 4)
- 2022: Everything Goes On - KR Remix (2022 Star Guardian Theme Song)

## Musikvideos
| Jahr | Titel                                                          | Regisseur(e)                                  |
| ---- | -------------------------------------------------------------- | --------------------------------------------- |
| 2017 | Week (월화수목금토일)                                          | VISHOP (Vikings League)                       |
| 2017 | Week (Performance Version) (월화수목금토일)                    | VISHOP (Vikings League)                       |
| 2017 | Why Don’t You Know                                             | VISHOP (Vikings League)                       |
| 2017 | Why Don’t You Know (Performance Version)                       | VISHOP (Vikings League)                       |
| 2017 | LaLaLa (Babylon feat. Chungha)                                 | Unbekannt                                     |
| 2017 | LaLaLa (Special Clip) (Babylon feat. Chungha)                  | Unbekannt                                     |
| 2017 | Thank You For                                                  | Unbekannt                                     |
| 2018 | Roller Coaster                                                 | VISHOP (Vikings League)                       |
| 2018 | Roller Coaster (Performance Version)                           | VISHOP (Vikings League)                       |
| 2018 | How About You                                                  | Unbekannt                                     |
| 2018 | Love U                                                         | VISHOP (Vikings League)                       |
| 2018 | Love U (Performance Version)                                   | VISHOP (Vikings League)                       |
| 2018 | Wow Thing (mit Jeon So-yeon, Seulgi and SinB)                  | Doori Kwak (GDW)                              |
| 2018 | It’s You                                                       | Unbekannt                                     |
| 2018 | Orinalda (오리날다) (mit Cha Kil-yong)                         | Unbekannt                                     |
| 2018 | Whatcha Doin’ (지금 어디야?) (mit Yesung)                      | SUNNYVISUAL                                   |
| 2019 | Gotta Go (벌써 12시)                                           | Wooje Kim (ETUI Collective)                   |
| 2019 | Snapping                                                       | Rima Yoon, Dongju Jang (Rigend Film)          |
| 2019 | Snapping (Performance Version)                                 | Rima Yoon, Dongju Jang (Rigend Film)          |
| 2019 | Fast                                                           | Unbekannt                                     |
| 2019 | These Nights (mit 88Rising’s Rich Brian)                       | Michael LaBurt                                |
| 2019 | Remedy (Changmo feat. Chungha)                                 | Beomjin, Kim Ji-woo (VM Project Architecture) |
| 2020 | Loveship (mit Paul Kim)                                        | ein HOBIN film                                |
| 2020 | Everybody Has (솔직히 지친다)                                  | VISHOP (Vikings League)                       |
| 2020 | Stay Tonight                                                   | Rima Yoon, Dongju Jang (Rigend Film)          |
| 2020 | My Friend (feat. ph-1)                                         | Unbekannt                                     |
| 2020 | Be Yourself                                                    | INSP (KOINRUSH)                               |
| 2020 | Play (feat. Changmo)                                           | Yoo Jaehyeong (Rigend Film)                   |
| 2020 | Play (Performance Version) (feat. Changmo)                     | Yoo Jaehyeong (Rigend Film)                   |
| 2020 | Bad Boy (mit Christopher)                                      | Unbekannt                                     |
| 2020 | Dream of You (Performance Version) (mit R3hab)                 | NOVVKIM                                       |
| 2021 | X (걸어온 길에 꽃밭 따윈 없었죠)                               | Dee Shin (FantazyLab)                         |
| 2021 | Bicycle                                                        | Yoo Jaehyeong (Rigend Film)                   |
| 2021 | Why Don’t We (Performance Version) (Rain feat. Chungha)        | Unbekannt                                     |
| 2021 | Why Don’t We (Rain feat. Chungha)                              | Unbekannt                                     |
| 2021 | Demente (Spanish Version)                                      | VISHOP (Vikings League)                       |
| 2021 | My Lips Like Warm Coffee (내 입술 따뜻한 커피처럼) (mit Colde) | Unbekannt                                     |
| 2021 | Killing Me                                                     | 권용수                                        |
| 2021 | Killing Me (Performance Version)                               | 권용수                                        |
| 2022 | It’s Only Mine (나만의 것)                                     | Unbekannt                                     |
| 2022 | A Star in the Dawn (새벽에 핀 별 하나)                         | Unbekannt                                     |
| 2022 | Sparkling                                                      | Kwon Yong-soo                                 |
| 2022 | Everything Goes On – KR Remix                                  | Unbekannt                                     |
| 2024 | Eenie Meenie (feat. Hongjoong)                                 | Bang Jae-yeob                                 |
| 2024 | I’m Ready (Performance Video)                                  | Novvkim                                       |
| 2024 | Algorithm                                                      | 88 Gymnastic Heroes                           |
| 2024 | Sleigh                                                         | Novvkim                                       |
| 2024 | There Goes Santa Claus                                         | Novvkim                                       |
| 2025 | Stress                                                         | Park Hyeongjun                                |

## Statistik

### Chartauswertung
|                     | KR     |
| ------------------- | ------ |
| Nummer-eins-Alben   | KR—KR  |
| Top-10-Alben        | KR7KR  |
| Alben in den Charts | KR10KR |

|                       | KR     |
| --------------------- | ------ |
| Nummer-eins-Singles   | KR—KR  |
| Top-10-Singles        | KR6KR  |
| Singles in den Charts | KR31KR |

### Auszeichnungen für Musikverkäufe
Anmerkung: Auszeichnungen in Ländern aus den Charttabellen bzw. Chartboxen sind in ebendiesen zu finden.
| Land/RegionAuszeichnungen für Musikverkäufe (Land/Region, Auszeichnungen, Verkäufe, Quellen) | Gold | Platin     | Verkäufe  | Quellen        |
| -------------------------------------------------------------------------------------------- | ---- | ---------- | --------- | -------------- |
| Südkorea (KMCA)                                                                              | —    | 4× Platin4 | 5.000.000 | circlechart.kr |
| Insgesamt                                                                                    | —    | 4× Platin4 |           |                |